# Phytocoris insignis
Phytocoris insignis, auch Trockenrasen-Laubweichwanze genannt, ist eine Wanzenart aus der Familie der Weichwanzen (Miridae).

## Merkmale
Die Wanzen werden 4,7 bis 6,8 Millimeter lang. Die Arten der Gattung Phytocoris sind auf Grund ihrer langen Schenkel (Femora) der Hinterbeine und dem langen ersten Fühlerglied erkennbar. Nur Miridius quadrivirgatus besitzt diese Merkmale ebenfalls. Phytocoris insignis ist Phytocoris varipes extrem ähnlich und kann von dieser Art nicht sicher anhand von äußeren Merkmalen getrennt werden. Phytocoris insignis ist generell etwas kleiner und dunkler gefärbt, wobei die dunkelsten Bereiche tief rot sind. Das vierte Glied der Fühler ist kürzer als bei Phytocoris varipes. Die Männchen sind voll geflügelt (makropter), die Weibchen haben verkürzte (brachyptere) Hemielytren.

## Vorkommen und Lebensraum
Die Art ist in Europa von den Britischen Inseln bis nach Sibirien und weiter östlich bis in den Norden Chinas verbreitet. Sie fehlt in Skandinavien. Im norddeutschen Tiefland ist die Art vereinzelt nachgewiesen, ist aber nicht häufig. Südlicher gibt es nur sehr vereinzelte Nachweise und die Art ist selten. In Österreich ist sie im Osten in trockenen Lebensräumen häufiger anzutreffen. Sie besiedeln vor allem warme und sonnige Lebensräume.

## Lebensweise
Die Wanzen leben in Norddeutschland an Zwergsträuchern in Calluna-Heiden. Man findet sie auf Besenheide, Heidekräutern (Erica) und auch Besenginster (Cytisus scoparius). Dort, wo Besenheide selten ist findet man die Art auf Feld-Beifuß (Artemisia campestris) und anderen Zwergsträuchern. Die Wanzen ernähren sich überwiegend räuberisch. Die adulten Wanzen treten von Juli bis September auf, wobei eine Generation pro Jahr ausgebildet wird.

## Belege